# Якобо Фішер
Якобо (Хакобо) Фішер (ісп. Jacobo Ficher, рос. Яков Фишер; 15 січня 1896, Одеса — 9 вересня 1978, Буенос-Айрес)  — аргентинський композитор, скрипаль, диригент і педагог.

## Біографія
Фішер народився в Одесі, в родині Олександра Фішера, тромбоніста Одеської філармонії, та його дружини (Олени) Готц. Якобо почав вивчати скрипку у п'ятирічному віці, але його уроки були перервані, коли померла мати. У 1903 р. він відновив навчання у Петра Столярського, а згодом у М. Т. Хаїта. З 1912 по 1917 рік Якобо навчався у Петербурзькій консерваторії. Його вчителями були Василь Калафаті, Максиміліан Штейнберг, Микола Черепнін та Микола Соколов.
3 червня 1920 року він одружився з Аною Аронберг, студенткою фортепіано Одеської консерваторії. Революція 1917 року погіршила умови життя в Одесі. Щоб уникнути голоду та переслідувань, сім'я виїхала з міста. Спочатку жили у Польській республіці. У 1923 році вони переїхали до Аргентини. З часом вони стали громадянами цієї країни. У Якобо було двоє дітей: син Мігель, який народився 24 червня 1923 року, і дочка Міра, яка народилася 7 лютого 1928 року. Ана Аронберг Фішер померла 27 липня 1976 року.

## Кар'єра
Фішер оселився в Буенос-Айресі. У 1947 році, він був одним із засновників Аргентинської ліги композиторів.
Його кар'єра педагога розпочалася в 1943 році на посаді професора Гармонії в Генеральній асоціації музикантів Аргентина. У 1956 р. він здобув посаду викладача в Національному університеті Ла-Плати, де він став професором. У 1958 р. Якобо став професором композиції в Національній консерваторії Буенос-Айреса та музичним радником Національного Фонду Мистецтв. У 1966 році він був призначений професором композиції в муніципальній консерваторії Буенос-Айреса ім. Мануеля де Фальї, а в 1968 р. став професором інструментального мистецтва в Інституті театру Колумба. Серед його знаменитих вихованців — Еміліо Каудерер, Марсело Кок, Александро Віньяо та Езек'єль Віньяо.

## Музичний стиль
Протягом кар'єри Фішер використовував різноманітні стилі та прийоми, включаючи неоромантизм, неокласицизм, дванадцятитонну техніку, сюрреалізм та вільну атональність, не обмежуючись ніколи єдиною методологією. Єврейська спадщина відображена в його ранніх творах, хоча Друга симфонія, написана в 1933 році, також використовує емоційно-рапсодичний тематичний іврит, як реакція на новини про нацистський похід проти євреїв у Європі. Цей аспект з'являється і в деяких пізніших роботах, особливо в кантаті Кадіш, ор. 112 (1969). Французький імпресіонізм і вплив Пауля Гіндеміта присутні в музиці 1920-х та 30-х років. Пізніше він звернувся до аргентинського націоналізму, популярної міської музики в Tangos у milonga для фортепіано (1948-59), сільської народної музики в Tres danzas.

## Відзнаки
Героїчна поема Фішера виграла першу премію в конкурсі 1928 р.. Він тричі отримав премію муніципалітету Буенос-Айреса, спочатку в 1929 році за свій «Струнний квартет», потім у 1931 році за «Суламіту», і у 1941 році, за свою Першу сонату з фортепіано. Його другий струнний квартет був удостоєний премії «Кулідж» у розмірі 500 доларів у 1937 році на Панамериканському фестивалі какмерної музики в Мехіко, а його третя симфонія здобула першу премію Національного комітету культури у Буенос-Айресі в 1940 році. У 1969 р. Фішер був обраний до Національної академії образотворчих мистецтв Аргентини.
Серед інших нагород:
- 1929 р. Оркестрова премія «Asociación del Profesorado» для «Обертуальної патетики», ор. 11.
- 1932 р. Оркестрова премія Asociación del Profesorado для Tres bocetos sinfónicos inspirados en el Talmud, op. 17.
- Друга премія 1936 р. У конкурсі, організованому Асоціацією Idelssohn Йоганнесбурга, Південна Африка, для La rosa muerta, poema para coro mixto y piano, op. 34.
- 1942 р. Премія колекції Е. А. Фпризначеннямішера за його концерт для скрипки, ор. 46.
- 1952 р. Премія Asociación Wagneriana Carlos López-Buchardo за його четвертий струнний квартет.
- 1957 р. (Вересень) Друга премія на фестивалі Interamericano de Música, Монтевідео, за його квартет саксофона.
- Велика премія 1960 р. «Sesquicentenario de la Revolución de Mayo» за його симфонію № 7, Епопея де майо, оп. 92.
- 1961 р. (Листопад) Аргентинська премія Моцартею (Академія Національ де Беллас Артес) за фортепіанний квінтет.

## Композиції
Внесено до числа опусів.
- op. 1: Songs without Words (5), for piano (1917, rev. 1949)
- op. 2: Two-part Inventions (4), for piano (1922, rev. 1949)
- op. 3: Grave e presto, for violin solo (1923, rev. 1951)
- op. 4: Preludes (5), for piano (1924, rev. 1951)
- op. 5: Suite No. 1, on popular Jewish themes, for orchestra (1924, rev. 1966)
- op. 6: Suite No. 2, for orchestra (1926)
- op. 7: Poema heroico, for orchestra (1927, rev. 1934)
- op. 8: Sulamita, tone poem (inspired by the novel of Alejandro Kuprin) (1927, rev. 1960)
- op. 9: String Quartet no. 1 (1927, rev. 1947)
- op. 10: Dos poemas de El jardinero de R. Tagore (text: poems 16 and 42 by Rabindranath Tagore), for chamber orchestra (1928)
- op. 11: Obertura patética (1928, rev. as Exodus, 1960)
- op. 12: Dos piezas hebreas, for violin and piano (1928)
- op. 13, no. 1: Canto elegíaco, for cello and piano (1928)
- op. 14: Tres coros a capella (text: Rafael Alberti), for four-voice mixed choir (1928–54)
- op. 15: Sonata no. 1, for violin and piano (1929, rev. 1960)
- op. 16: Suite en estilo antiguo, for flute, oboe, clarinet, bassoon, horn, and trumpet (1930)
- op. 17: Tres bocetos sinfónicos inspirados en el Talmud (1930)
- op. 18: Sonata, for flute, viola, and piano (1931)
- op. 19: Pieces (3), for piano (1932)
- op. 20: Symphony no. 1 (Chamber Symphony) (1932)
- op. 21: Sonatina, for saxophone, trumpet, and piano (1932) [there is also Sapho (tango), for piano, op. 21, pub. Buenos Aires: Ortlli Hermanos, no date]
- op. 22: Variations on a Jewish Popular Theme (1932)
- op. 23: Preludes (3), for piano (1932)
- op. 24: Symphony no. 2 (1933)
- op. 25: Colombina de hoy (Today's Columbian, ballet in 1 act, scenario from N. Evreinov), for two pianos (1933)
- op. 26: Los invitados (The Guests, scenario from B. Romanoff, ballet in 1 act), for orchestra and two pianos (1933)
- op. 27: Dos canciones (text: Gabriela Mistral), for soprano or tenor and piano (rev. 1969)
- op. 28: Cantos de amor de Jehuda Ha-Levy (7), for voice and piano (1934)
- op. 29: Pieces (4), for piano (1934)
- op. 30: Trio, for violin, cello, and piano (1935)
- op. 31: Prelude and Fugue, for piano (1935)
- op. 32, no. 1: Sonata, for flute and piano (1935)
- op. 32, no. 2: Sonata, for clarinet and piano (1937)
- op. 32, no. 3: Sonata, for oboe and piano (1940)
- op. 32, no. 4: Sonata, for bassoon and piano (1970)
- op. 33: Ocho poemas (text: César Tiempo), for voice and piano (1935)
- op. 34: La rosa muerta (The Dead Rose), for mixed choir and piano (1936)
- op. 35: String Quartet no. 2 (1936)
- op. 36: Symphony no. 3 (1938–40)
- op. 37: Tres estampas, first series, for piano (1938)
- op. 38: Seis fábulas, first series, for piano (1938–40)
- op. 39: Cinco piezas infantiles, for piano (1940)
- op. 40: Melchor (ballet in 3 acts, scenario from César Tiempo), for chorus and 14 strings (1938–39)
- op. 41: El organillero (Leónidas Barletta), for bass and orchestra (1940–50)
- op. 42: Tres estampas, second series, for piano (1941)
- op. 43: Tres danzas en estilo popular argentino, for piano (1941)
- op. 44: Sonata no. 1, for piano (1941)
- op. 45: Las siete canciones de Amado Villar, for voice and piano (1941)
- op. 46: Concerto, for violin and orchestra (1942)
- op. 47: Golondrina (ballet in 3 acts, scenario from Leónidas Barletta), for orchestra (1942)
- op. 48: Sonata, for cello and piano (1943)
- op. 49: Sonata no. 2, for piano (1943)
- op. 50: String Quartet no. 3 (1943)
- op. 51: Gaucho, suite from the film score, for chamber orchestra (1944)
- op. 52: Psalm CXIX and «Pulvis eris et pulvis reverteris» (text: Leónidas Barletta), for tenor, female choir, and piano, or organ, or chamber orchestra (1944)
- op. 53: Concerto no. 1, for piano and orchestra (1945)
- op. 54: Preludio, coral y fuga, for piano or for chamber orchestra (1945)
- op. 55: Sonata, for harp (1945)
- op. 56: Sonata no. 2, for violin and piano (1945)
- op. 57: Tres sonetos de Leónidas Barletta, for low voice and piano
- op. 58: Sonetos (3) (Leónidas Barletta), for voice and piano (1946)
- op. 59a: Seis fábulas, second series, for piano (1946, arr. chamber orchestra, op. 59b, 1951)
- op. 60: Symphony no. 4 (1946)
- op. 61: Serenata, for string orchestra (1947)
- op. 62: Introducción y movimiento perpetuo, for violin and piano (1947)
- op. 63: Symphony no. 5 «Asi habló Isaías» (1947)
- op. 64: Tres danzas hebreas, for two pianos (1947)
- op. 65: Pieces (3), for violin and piano or orchestra (1948)
- op. 66: Danzas americanas (6), for piano (1948, revised 1959 as Seis tangos y milongas)
- op. 67: Hamlet, four symphonic movements for orchestra (1948)
- op. 68, no. 1: Sonata, for flute and clarinet (1949)
- op. 68, no. 2: Sonata, for flute, oboe, and bassoon (1950)
- op. 68, no. 3: Sonata a cuatro, for flute, oboe, clarinet, and bassoon (1950)
- op. 69: Salmo de alegría, cantata (text: Rafael Alberti), for solo voices, choir, and orchestra (1949)
- op. 69b: Overture, for the cantata Salmo de alegría, for orchestra (1948)
- op. 70: Two Poems of Longfellow, for voice and piano (1949)
- op. 71: Sonata no. 3, for piano (1950)
- op. 72: Sonata no. 4, for piano (1950)
- op. 73: String Quartet no. 4 (1952)
- op. 74: Tres décimas (text: Manuel F. Rugeles), for voice and piano (1952)
- op. 75: El oso (The Bear, chamber opera, 1 act, text after Anton Chekhov, in Spanish and Russian) (1952)
- op. 76: Pieces (3), for viola and piano (1953)
- op. 77: Canciones del Paraná (6) (Rafael Alberti), for voice and piano (1953)
- op. 78: Suite no. 3, for chamber orchestra (1953)
- op. 79: Baladas del Paraná (4) (texe: Rafael Alberti), for voice and piano (1953)
- op. 80: Sonata, for viola and piano (1953)
- op. 81: Concerto no. 2, for piano and orchestra (1954)
- op. 82: Don Segundo Sombra, overture for orchestra (1954)
- op. 83: Dos coros a capella (text: Francisco L. Bernardez, Nalé Roxlo), for mixed choir (1955)
- op. 84: Pedido de mano (The Proposal, chamber opera, 1 act, text after Anton Chekhov, in Spanish and Russian) (1955–56)
- op. 85: Concerto, for harp and chamber orchestra (1955)
- op. 86: Symphony no. 6 (1956)
- op. 87: Sonata no. 5, for piano (1956)
- op. 88: Rhapsody, for choir and saxophone quartet (1956)
- op. 89: Quartet, for soprano, alto, tenor, and baritone saxophones (1957, also transcribed for flute, oboe, clarinet, and bassoon, or for string quartet)
- op. 90: Oda a la libertad (text: José Isaacson), for narrator and orchestra (1957)
- op. 91: Mi Aldea (Manuel Felipe Rugeles), cantata for soprano, alto, tenor, and chamber orchestra (1958)
- op. 92: Symphony no. 7 «Epopeya de mayo» (May Epic, 1958–59)
- op. 93: Sonata no. 3, for violin and piano (1959)
- op. 94: Cinco sonetos de Shakespeare (text trans.: Manuel Mujica-Lainez), for voice and orchestra
- op. 95: Variations and Fugue on a Theme of Mozart, for orchestra (1961)
- op. 96: Quintet, for piano and string quartet (1961)
- op. 97: Sonata no. 6, for piano (1961)
- op. 98: Obertura festiva, for orchestra (1962)
- op. 99: Toccata, for piano (1963)
- op. 100: Cinco poemas, for voice and piano (1963)
- op. 101: Sonata no. 7, for piano (1964)
- op. 102: Cinco sonetos de amor (text: Manuel Felipe Rugeles), for voice and piano (1964)
- op. 103: Concerto no. 3, for piano and orchestra (1964)
- op. 104: Cuatro sonetos de amor (text: Manuel Felipe Rugeles), for mixed choir (1964)
- op. 105: Symphony no. 8 (1965)
- op. 106: Poema, for two pianos (1966)
- op. 107: Concerto, for flute and chamber orchestra (1968)
- op. 108: Wind Quintet (1969)
- op. 109: Tres poemas, for soprano or tenor and piano (1969)
- op. 110: Tres canciones, for soprano or tenor and piano (1969)
- op. 111: Prelude, Siciliana, and Fugue, for two pianos (1969)
- op. 112: Kadish, cantata (text: Arminda Ralesky), for soprano, alto, tenor, and bass soloists, chorus, and orchestra (1969)
- op. 113: Cinco retratos, for piano (1970)
- op. 114: Tres coros a cappella (text: Alfonsina Storni), for mixed choir (1970)
- op. 115: Sonata no. 8, for piano (1971)
- op. 116: Tre pezzi, for brass and percussion (1971)
- op. 117: Tres canciones, for soprano or tenor and piano (1971)
- op. 118: Introduzione ed allegro, for flute, oboe, bassoon, piano, violin, and viola (1971)
- op. 119: Preludes (4), for piano (1971)
- op. 120: Tres coros a cappella, for mixed choir (1971)
- op. 121: Capriccio Argentina, for orchestra (1972)
- op. 122: Sonata no. 9, for piano (1972)
- op. 123: Symphony no. 9 (1973)
- op. 124: Cinco sonetos (text: Cordoba Iturburu), for soprano or tenor and piano (1973)
- op. 125: Cuatro coros a capella, for mixed choir (1973)
- op. 126: Tres canciones, for soprano and piano (1973)
- op. 127: Cuatro piezas para cuatro solistas, for flute, oboe, clarinet, and bassoon (1974)
- op. 128: Concerto, for cello and orchestra (1974)
- op. 129: Pieces (3), for piano (1975)
- op. 130: Obertura dramática, for orchestra (1975)
- op. 131: Symphony no. 10 (text: Jorge Luis Borges), for 2 solo voices, choir, and orchestra (1976–77)
- op. 132: Cuatro poemas, for [?voice and piano] (text: Arminda Ralesky) (1977)
- Лос-Афінкаос, фільм (1941)
- ¡Гаучо!, показ фільму (1942)
- Азули Пончо, фільм (1942)
- Полька, для фортепіано (1948)
- Cría de caballos de carrera, партитура документального фільму (1953)
- Альгодон, партитура документального фільму (без дат)
- Primavera sin nieve, оцінка документального фільму (без дат)
- El murciélago, для голосу та фортепіано (текст: Альфонсо Феррарі-Аморес) (без дат)

## Дискографія
- Південноамериканська камерна музика. (Включає «Palabras a mamá» Фішера, op. 33, № 2, з « Ocho poemas de César Tiempo» для голосу та фортепіано, та твори Фернандеса, Броква, Міньйона, Педрела, Санта-Крус, Сас, Урібе-Голгуїна та ін. Вілла-Лобос). Ольга Аверино, сопрано; Альфредо Св. Мало, скрипка; Фріц Магг, віолончель; Ніколя Слонімського, фортепіано. Запис 78 об / хв, 4 звукових диска: аналоговий, 78   об / хв, 12   в. Columbia Masterworks M 437 (70714-D; 70715-D; 70716-D; 70717-D) [Bridgeport, Conn. ? ]: Колумбія, 1941 рік. Перевидано додатковим матеріалом, як історія прем'єр. Запис LP 1 звуковий диск: аналоговий, 33⅓ об / хв, стерео, 12 дюйм. Orion ORS 7150; ЗАМОВИТИ 7150. Лос-Анджелес: Оріон, 1972.
- Образ для скрипки Соло де композитори Аргентино / Твори для сольної скрипки аргентинських композиторів Vol. II. (Включає могилу Фічера y престо, op. 3, та твори Джакоббе, Кемпінгу, Гріцера, Абраса, Роеля та Бруно-Відела.) Алехандро Драго, скрипка. Запис CD, 1 звуковий диск: цифровий, 4¾   в. Традиція TR070427. [Буенос-Айрес]: Традиція, 2007.
- Musica Orquestal desde la Cancilleria Argentina / Оркестрова музика від Міністерства закордонних справ Аргентини (1955). Буенос-Айресський філармонічний оркестр. Documentae Historicae Argentinae. Serie Histórica: Архівні виступи. Serie de Bicentenario 1810—2010. (Включає сюїту Ficher від El Gaucho, op. 51, та твори Альберто Гінастери, Вашингтона Кастро та інших.) 2-CD набір, 2 звукові диски: цифровий, 4¾   в. Традиція. [Буенос-Айрес]: Традиція, 2010.

### Тексти
- Коен, Уоррен. 2009 рік. " Джейкобо Фішер: занедбаний оригінальний голос " Скоттсдейл, штат Арізона: блог Музіканова (16 грудня). (Доступно 9 грудня 2012 р.).
- Симфонія Якобо Фішера № 7, Епопея де майо. Оркестр MusicaNova (Скоттсдейл), Уоррен Коен, кондиц.
  - First movement: Allegro, part 1 на YouTube
  - First movement, part 2 на YouTube
  - Second movement: Lento, part 1 на YouTube
  - Second movement, part 2 на YouTube
  - Third movement: Scherzo: Allegro на YouTube
  - Fourth movement: Allegro на YouTube